# Cliniodes nacrealis
Cliniodes nacrealis là một loài bướm đêm trong họ Crambidae.